# Koh-Lanta: Bocas del Toro
Koh-Lanta: Bocas del Toro fue un reality show francés, esta es la 3.ª temporada del reality show francés Koh-Lanta, transmitido por TF1 y producido por Adventure Line Productions. Fue conducido por Denis Brogniart y se estrenó el 6 de junio de 2003 y finalizó el 29 de agosto de 2003. Esta temporada fue grabado en Panamá, específicamente en la ciudad Bocas del Toro y contó con 18 participantes. Isabelle y Delphine son quienes ganaron esta temporada y así obtuvieron como premio € 55.000 cada una. Esta es la primera vez que una temporada de Koh-Lanta es ganada por 2 participantes que son Isabelle y Delphine.
Esta temporada contó con 18 participantes divididos en 2 tribus; la primera es la tribu Boro representada por el color rojo y la segunda es Machiga representada por el color amarillo. Esta temporada duró 40 días.

## Las diferencias de otras temporadas
- El hombre y la mujer de más edad forman sus equipos para que se respete la igualdad de condiciones.

- Por primera vez, un candidato (Moundir) se aisló de su equipo durante la noche después de golpear a uno sus compañeros de equipo (Linda). Moundir pasó la noche en un lugar aislado del resto de la isla.

- La bandera de la tribu unificación se convirtió en blanco, a diferencia de las dos primeras temporadas, cuando era azul.

## Equipo del Programa
- Presentadores: Denis Brogniart lidera las competencias por equipos y los consejos de eliminación.

## Participantes
| Participante                                | Edad | Tribu original | Tribu fusionada            | Resultado final              |
| ------------------------------------------- | ---- | -------------- | -------------------------- | ---------------------------- |
| Isabelle Seguin Comerciante.                | 40   | Machiga        | Unificada                  | Ganadora de Koh-Lanta        |
| Delphine Bano Camarera.                     | 32   | Boro           | Unificada                  | Ganadora de Koh-Lanta        |
| Moussa Niangane Dueño de un videoclub.      | 22   | Machiga        | Unificada                  | 2.º lugar de Koh-Lanta       |
| Antoine Sánchez Gendarme Jubilado.          | 58   | Boro           | Unificada                  | 15.º eliminado de Koh-Lanta  |
| Moundir Zoughari Instructor de Deportes.    | 29   | Boro           | Unificada                  | 14.º eliminado de Koh-Lanta  |
| Hélène Patry Profesora de latín.            | 27   | Boro           | Unificada                  | 13.ª eliminada de Koh-Lanta  |
| Valérie Dot Auxiliar de vuelo.              | 31   | Machiga        | Unificada                  | 12.ª eliminada de Koh-Lanta  |
| Sébastien Loew Dueño de una biblioteca.     | 39   | Machiga        | Unificada                  | 11.er Eliminado de Koh-Lanta |
| Sylvie Rivoal Secretaria.                   | 26   | Boro           | Unificada                  | 10.ª eliminada de Koh-Lanta  |
| Richard Lecourt Criador de cabras.          | 32   | Machiga        | Unificada                  | Abandona por lesión          |
| Alexandre Berard Estudiante de comercio.    | 22   | Machiga        |                            | 8.º eliminado de Koh-Lanta   |
| Philippe Huquet Rentista.                   | 43   | Boro           | Abandona por lesión        |                              |
| Linda Penard Maquilladora.                  | 25   | Boro           | 6.ª eliminada de Koh-Lanta |                              |
| Julie Bourdon Dentista.                     | 22   | Boro           | Abandona por lesión        |                              |
| Sophie Guilloix DJ.                         | 40   | Machiga        | 4.ª eliminada de Koh-Lanta |                              |
| Michel Jeandel Fontanero.                   | 41   | Machiga        | Abandona por lesión        |                              |
| Candice Cohen Estudiante de Comunicaciones. | 23   | Machiga        | Abandona voluntariamente   |                              |
| Alexandra Denikine Comerciante de vinos.    | 27   | Boro           | Abandona por lesión        |                              |

## Desarrollo

### Competencias
| Episodio | Emisión              | Bienestar                    | Inmunidad           | Eliminado          | Salida |
| -------- | -------------------- | ---------------------------- | ------------------- | ------------------ | ------ |
| 1        | 6 de junio de 2003   |                              | Machiga             | Richard            | Día 4  |
| 2        | 13 de junio de 2003  | Boro                         | Boro                | Sébastien          | Día 7  |
| 3        | 20 de junio de 2003  | Machiga                      | Boro                | Sophie             | Día 10 |
| 4        | 27 de junio de 2003  | Machiga                      | Machiga             | Linda              | Día 13 |
| 5        | 4 de julio de 2003   | Machiga                      | Boro                | Alexandre          | Día 15 |
| 6        | 11 de julio de 2003  | Machiga                      | Boro                | Richard (abandona) | Día 18 |
| 7        | 18 de julio de 2003  | Boro                         | Machiga             | Sylvie             | Día 21 |
| 8        | 25 de julio de 2003  |                              | Hélène              | Sébastien          | Día 24 |
| 9        | 1 de agosto de 2003  | Moussa                       | Tony                | Valérie            | Día 27 |
| 10       | 8 de agosto de 2003  | Delphine / Moussa            | Hélène              | Tony               | Día 30 |
| 11       | 15 de agosto de 2003 | Hélène                       | Moussa              | Hélène             | Día 33 |
| 12       | 22 de agosto de 2003 | Moundir                      | Moussa              | Moundir            | Día 36 |
| Episodio | Emisión              | Mensajes de prueba           | Consejo final       | Ganador            | Salida |
| 13       | 29 de agosto de 2003 | Isabelle / Delphine / Moussa | Isabelle / Delphine | Isabelle           | Día 40 |

### Jurado Final
| Participante | Puesto     | Vota por |
| ------------ | ---------- | -------- |
| Sébastien    | 1° Miembro | Isabelle |
| Valérie      | 2° Miembro | Delphine |
| Hélène       | 3° Miembro | Delphine |
| Moundir      | 4° Miembro | Isabelle |
| Antoine      | 5° Miembro | Isabelle |
| Moussa       | 6° Miembro | Delphine |

## Estadísticas Semanales
| Participante | Episodio  | Episodio  | Episodio  | Episodio  | Episodio  | Episodio | Episodio  | Episodio  | Episodio  | Episodio  | Episodio  | Episodio  | Episodio  |
| Participante | 1         | 2         | 3         | 4         | 5         | 6        | 7         | 8         | 9         | 10        | 11        | 12        | 13        |
| ------------ | --------- | --------- | --------- | --------- | --------- | -------- | --------- | --------- | --------- | --------- | --------- | --------- | --------- |
| Isabelle     | Gana      | Salvada   | Salvada   | Gana      | Salvada   | Salvada  | Gana      | Salvada   | Salvada   | Salvada   | Salvada   | Salvada   | Ganadora  |
| Delphine     |           |           |           |           |           | Gana     | Salvada   | Salvada   | Salvada   | Salvada   | Salvada   | Salvada   | Ganadora  |
| Moussa       | Gana      | Salvado   | Salvado   | Gana      | Salvado   | Salvado  | Gana      | Salvado   | Salvado   | Salvado   | Inmune    | Inmune    | Eliminado |
| Antoine      | Salvado   | Gana      | Gana      | Salvado   | Gana      | Gana     | Salvado   | Salvado   | Inmune    | Eliminado | Reingresa | Salvado   | Eliminado |
| Moundir      | Salvado   | Gana      | Gana      | Salvado   | Gana      | Gana     | Salvado   | Salvado   | Salvado   | Salvado   | Salvado   | Eliminado |           |
| Hélène       |           |           | Gana      | Salvada   | Gana      | Gana     | Salvada   | Inmune    | Salvada   | Inmune    | Eliminada |           |           |
| Valérie      | Gana      | Salvada   | Salvada   | Gana      | Salvada   | Salvada  | Gana      | Salvada   | Eliminada |           |           |           |           |
| Sébastien    | Gana      | Eliminado | Reingresa | Gana      | Salvado   | Salvado  | Gana      | Eliminado |           |           |           |           |           |
| Sylvie       | Salvada   | Gana      | Gana      | Salvada   | Gana      | Gana     | Eliminada |           |           |           |           |           |           |
| Richard      | Eliminado | Reingresa | Salvado   | Gana      | Salvado   | Abandona |           |           |           |           |           |           |           |
| Alexandre    | Gana      | Salvado   | Salvado   | Gana      | Eliminado |          |           |           |           |           |           |           |           |
| Philippe     | Salvado   | Gana      | Gana      | Salvado   | Abandona  |          |           |           |           |           |           |           |           |
| Linda        | Salvada   | Salvada   | Gana      | Eliminado |           |          |           |           |           |           |           |           |           |
| Julie        | Salvada   | Gana      | Gana      | Abandona  |           |          |           |           |           |           |           |           |           |
| Sophie       | Gana      | Salvada   | Eliminada |           |           |          |           |           |           |           |           |           |           |
| Michel       | Gana      | Salvado   | Abandona  |           |           |          |           |           |           |           |           |           |           |
| Candice      | Gana      | Abandona  |           |           |           |          |           |           |           |           |           |           |           |
| Alexandra    | Abandona  |           |           |           |           |          |           |           |           |           |           |           |           |

- Simbología
- Competencia en Equipos (Día 1-22)

     El participante pierde junto a su equipo pero no es eliminado.
     El participante pierde junto a su equipo y posteriormente es eliminado.
     El participante gana junto a su equipo y continua en competencia.
     El participante es eliminado, pero vuelve a ingresar.
     El participante abandona la competencia.
Competencia individual (Día 23-40)
     Ganadora de Koh Lanta.
     El participante gana la competencia y queda inmune.
     El participante pierde la competencia, pero no es eliminado.
     El participante es eliminado de la competencia.

## Audiencias
| Episodio | Fecha de emisión       | Espectadores | Horario       |
| -------- | ---------------------- | ------------ | ------------- |
| 1        | «6 de junio de 2003»   | 5.120.000    | 20:45 - 22:30 |
| 2        | «13 de junio de 2003»  | 5.600.000    | 20:45 - 22:15 |
| 3        | «20 de junio de 2003»  | 3.572.440    | 20:45 - 22:15 |
| 4        | «27 de junio de 2003»  | 5.800.000    | 20:45 - 22:50 |
| 5        | «4 de julio de 2003»   | 6.000.000    | 20:50 - 22:05 |
| 6        | «11 de julio de 2003»  | 5.200.000    | 20:45 - 22:15 |
| 7        | «18 de julio de 2003»  | 5.400.000    | 20:45 - 22:40 |
| 8        | «25 de julio de 2003»  | 5.900.000    | 20:45 - 22:05 |
| 9        | «1 de agosto de 2003»  | 5.100.000    | 20:45 - 22:10 |
| 10       | «8 de agosto de 2003»  | 4.600.000    | 20:45 - 22:00 |
| 11       | «15 de agosto de 2003» | 5.100.000    | 20:45 - 22:15 |
| 12       | «22 de agosto de 2003» | 5.900.000    | 20:45 - 22:05 |
| 13       | «29 de agosto de 2003» | 7.091.560    | 20:45 - 23:15 |